# San Luis del Cordero
San Luis del Cordero é um município do estado de Durango, no México.